# Sphaira

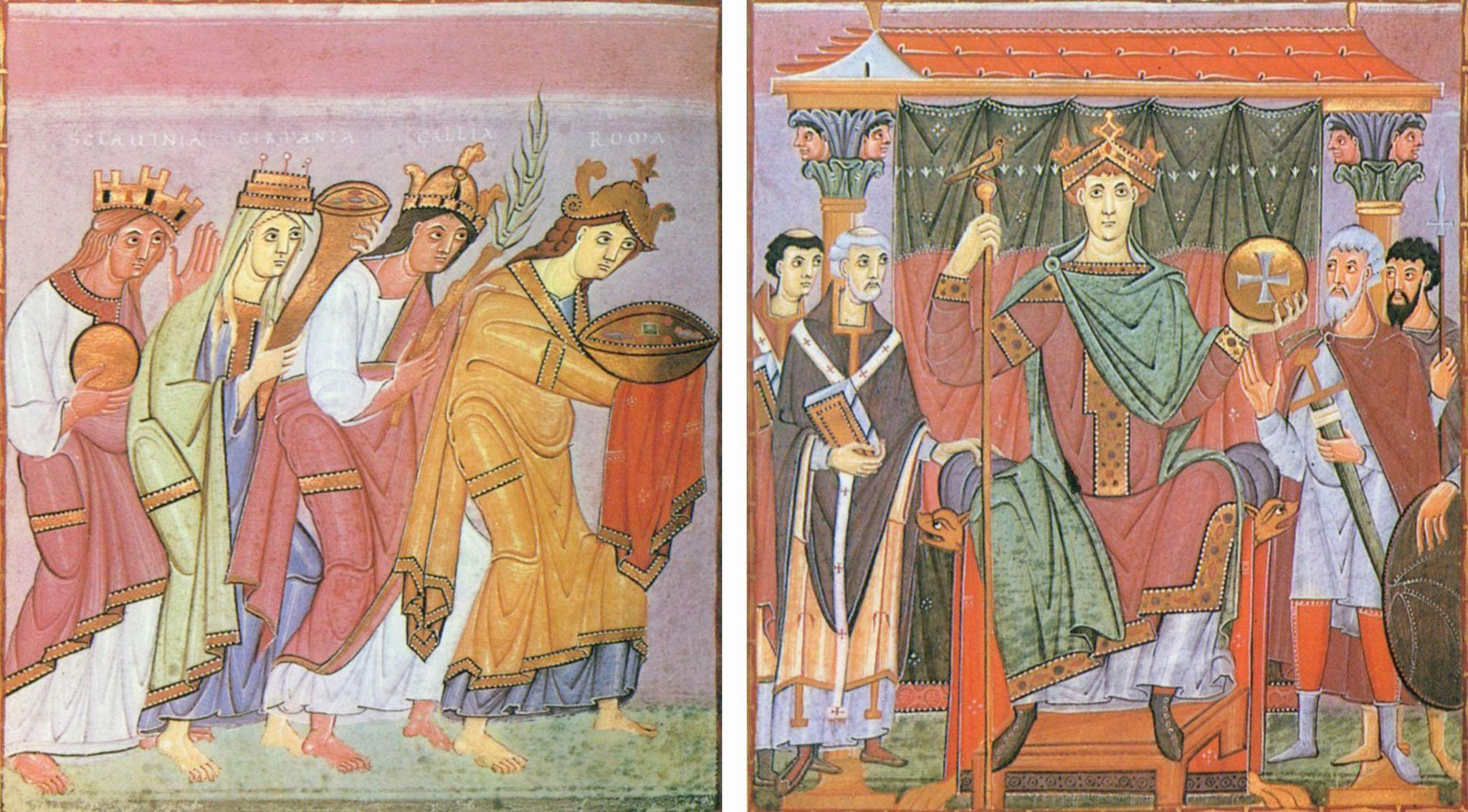
L'immagine dell'imperatore (immagine di dedica) dall'Evangelario di Ottone III, caratterizzata da un forte richiamo all'antichità. mostra Ottone III a destra con lo scettro dell'aquila romana e la sphaira (fol. 23^{v} -24^{r})

La sphaira (dal greco σφαῖρα, in latino sphaera, "guscio, palla", specialmente "sfera celeste"), detta anche sfera delle sfere, era l'attributo del titano Atlante nella mitologia classica e nell'impero romano, sotto forma di globo, si trasformò da simbolo divino a simbolo imperiale di potere, oltre che un simbolo del dominio del mondo. Alla fine del IV secolo d.C., ulteriore cambiamento di significato ebbe luogo quando la sphaira fu stilizzata su monete e sigilli insieme alla croce come segno di governo degli imperatori ormai cristiani.

In continuità con il suo antico significato, fu adottato nell'iconografia del sovrano medievale del Sacro Romano Impero, la cui posizione era ritenuta di origine divina. Essa era un attributo regnante dei re e imperatori romano-tedeschi, insieme alla corona - da Ottone I o Corrado II la corona imperiale -, lo scettro e altri regalia.
Come la sphaira, il globo imperiale, che la sostituì nell'XI secolo, simboleggiava l'idea di impero, ma non rappresentava più la volta celeste come aveva fatto prima la sphaira, ma la terra e in seguito fu conosciuta come sfera del Sacro Romano Impero, divenendo parte delle insegne imperiali.